# Byklumpane
Byklumpane est une île norvégienne du comté de Hordaland appartenant administrativement à Bømlo.

## Description
Il s'agit de plusieurs rochers épars, désertiques, à fleur d'eau, qui s'étendent sur environ 90 m de longueur pour une largeur approximative de 85 m. 